# Tierisch wild
Tierisch wild (Originaltitel The Wild) ist ein CGI-Animationsfilm der Walt Disney Company, bei dem Steve „Spaz“ Williams Regie führte.

## Handlung
Junglöwe Ryan ist deprimiert, dass sein Gebrüll noch immer nicht so imposant klingt wie die Stimme seines Vaters. Mittlerweile ist er das Gespött des ganzen New Yorker Zoos. Obwohl sein Vater Samson versucht, ihn mit seinen Abenteuern aus der Wildnis zu animieren, schafft Ryan nichts als ein leises Krächzen hervorzubringen. Da Ryan glaubt, sein Vater habe das Brüllen in der Wildnis gelernt, beschließt er nach einem Streit mit seinem Vater wegzulaufen und sich in einem grünen Frachtcontainer zu verstecken. Noch bevor Ryan es sich anders überlegt hat, wird der Container verschlossen und abtransportiert.
Als Samson Ryans Hilferufe bemerkt, ist es zu spät. Sogleich bricht er zusammen mit dem Grauhörnchen Benny, dem Koala Nigel, der Netzgiraffe Bridget sowie der Anakonda Larry aus dem Zoo aus, um Ryan zu retten. Sie begeben sich zum New Yorker Hafen und müssen zusehen, dass Ryan unfreiwillig auf ein riesiges Containerschiff verladen wird. Kurzerhand übernehmen Samson und seine Freunde die Kontrolle über ein im Hafen liegendes kleineres Schiff und verfolgen mit Hilfe von Fluggänsen Ryans Spur.
Sie stranden am Ufer des afrikanischen Kontinents und machen bei der Suche nach Ryan die Entdeckung, das die Container einer großen Rettungsaktion dienen, um die Tiere der Wildnis vor einem kurz bevorstehenden Vulkanausbruch zu beschützen. Samson folgt seinem verängstigten Sohn in das Dickicht des Dschungels, verliert jedoch seine Spur. Als er gegenüber seinen Freunden zugibt, dass er nicht in der Wildnis aufwuchs, sondern bei einem Zirkus, trennen sich die Wege der Freunde. Wenig später wird der Rest der Gruppe von wilden Gnus unter der Führung des bösen Kazar gefangen genommen. Die Gnus halten Nigel für ihren Gott, da vor langer Zeit ein Stoffkoala – aus einem Flugzeug – vom Himmel fiel und Kazar aus einer gefährlichen Situation bei der Konfrontation mit mehreren Junglöwen rettete. Seitdem predigt Kazar den Glauben, dass durch das Verspeisen eines Löwen die Nahrungskette umgekehrt werden kann, wobei das Gnu zum Jäger aufsteigen sowie der Löwe zur Beute degradiert wird.
Samson hat mittlerweile Ryan gefunden, gesteht ihm seine wahre Herkunft und muss hilflos miterleben, wie auch sein Sohn von den Gnus gefangen genommen und zum Vulkan gebracht wird, wo er von den Gnus gefressen werden soll. Mit der Hilfe einiger Chamäleons, die die Gabe haben, ihn bis zur Unsichtbarkeit zu tarnen, gelingt es Samson, sich in die Höhle der Gnus zu schleichen und seine Freunde zu befreien. Doch Samson selbst gerät in einen Kampf mit Kazar, den er zu verlieren scheint. Das beherzte Eingreifen Ryans bringt seinen Sohn in Lebensgefahr und setzt bei Samson letzte Kräfte frei, mit denen er Kazar zunächst zurückschlagen kann. Doch die Herde der Gnus scheint übermächtig. Zur Überraschung aller schlägt sie sich auf die Seite Samsons, denn die Rettung seines Sohnes hat sie tief beeindruckt. Auch sind sie die Diktatur Kazars überdrüssig und wollen nicht mehr länger so tun, als wären sie nicht das, was sie der Natur nach nunmal sind – Beutetiere. Kazar will in einem finalen Kampf die Löwen töten und wird durch das die Höhle zum Bersten bringende Gebrüll Samsons endgültig besiegt. Kurz bevor der Vulkan ausbricht können die New Yorker Zoobewohner mit der Gnu-Herde gemeinsam auf dem kleinen Schiff von der Insel fliehen.

## Kritik
Laut Urteil des Lexikon des Internationalen Films handelt es sich bei Tierisch wild um ein „mittels Computertechnik ausgeklügelt gestaltetes Trickfilmabenteuer, dessen Effekte aber nicht über die Ideenarmut der Geschichte hinwegtäuschen können. Bestenfalls einige hübsche Randepisoden werten die rührselige Handlung auf.“

## Synchronisation
Die FFS Film- & Fernseh-Synchron GmbH war für die Synchronisation verantwortlich. Axel Malzacher schrieb das Dialogbuch und führte die Dialogregie.
| Rolle       | Originalsprecher  | deutscher Sprecher  |
| ----------- | ----------------- | ------------------- |
| Samson      | Kiefer Sutherland | Martin Umbach       |
| Benny       | James Belushi     | Thomas Danneberg    |
| Nigel       | Eddie Izzard      | Lutz Schnell        |
| Bridget     | Janeane Garofalo  | Mirja Boes          |
| Larry       | Richard Kind      | Guido Cantz         |
| Ryan        | Greg Cipes        | Raban Bieling       |
| Kazar       | William Shatner   | Jochen Striebeck    |
| Blag        | Patrick Warburton | Tilo Schmitz        |
| Kommentator | Don Cherry        | Hartmut Neugebauer  |
| Stan        | David Cowgill     | Dietmar Wunder      |
| Carmine     | Lenny Venito      | Charles Rettinghaus |

## Hintergrund
Der Film feierte seine Premiere am 6. April 2006 in Israel. Am 14. April 2006 hatte der Film in den Vereinigten Staaten Premiere und spielte in der ersten Woche 22,2 Millionen US-Dollar ein, davon bereits am Eröffnungswochenende gut 9,6 Millionen US-Dollar. In Deutschland und Österreich lief der Film am 1. Juni 2006 an, ihn sahen knapp eine halbe Million Zuschauer in den deutschen Kinos.
Bei dem Film handelt es sich um die umfangreichste Animationsproduktion Toronto, bei der mehr als 400 Animatoren beteiligt waren. Die Ideen zu dem Film entstanden im Zeitraum von 1991 bis zur Umsetzung 2006.
- Das im Film zu sehende Schiff trägt den Namen „Hannah W“, was eine Anspielung auf die Tochter Hannah des Regisseurs Williams darstellt.[6]
- Zwei weitere Schiffe „The Lily Maia“ und „Nicolai“ tragen die Namen der Tochter Lily des Production Designers Chris Farmer sowie des Sohns Nick des Produzenten.[6]
- Der Schliefer, der von Samson auf der Insel beinahe gefressen wird, erhielt seine Stimme von einem Mitglied des Produktionsteams, das bekannt dafür war, gelegentlich in einen britischen Akzent zu verfallen.[6]

## Veröffentlichung
- Disney Classics 46: Tierisch wild. Walt Disney Studios Home Entertainment. 2018. (DVD, BD)